# Philautus flaviventris
Philautus flaviventris és una espècie de granota que es troba a l'Índia.